# Nabor Pires Camargo
Nabor Pires Camargo (Indaiatuba, 9 de fevereiro de 1902 – Mococa, 3 de outubro de 1996) foi um dos mais importantes clarinetistas brasileiros, bem como professor de música. É autor da música do hino de sua cidade natal, Indaiatuba e também do Método para Clarineta, publicado pela Editores Irmãos Vitale, amplamente utilizado por estudantes deste instrumento musical no Brasil.